# 宝依図
宝依 図（たからい はかる）は、日本の漫画家。女性。兵庫県出身。成人漫画向け別名義は　鳩 こんろ（はと こんろ)。

## 概要
学校卒業後、漫画家になるため出版社への営業活動を始める。2016年に鳩こんろ名義で成人向け漫画『女の子が落ちた先は、俺の息子の先っぽでした。』を連載開始。ヒット作となる。
宝依図名義の初めての一般向け連載は、2019年の『まいこ負けまい』(作画担当 原作は熊野敬史)。
初連載のヒット以降美少女漫画の掲載依頼が殺到したが、本人は「男性同士の友情やBLを描きたい」とコメントしている。

## 作品リスト

### 宝依図名義
- 『まいこ負けまい』（原作：熊野敬史)（講談社 マガジンポケット連載）
- 『がまんギャル』読み切り（講談社 ヤングマガジンサード）
- 『錬金ブライカン』（講談社 ヤングマガジン）[2]
- 『真祖がバカなら眷属も。』（原作：亥浦伊兵衛）(KADOKAWA COMIC Hu)
- 『徘徊者』（原作：鈴木ユウヘイ）(講談社 ヤングマガジン)[2]
- 『ハンドレッドノート-ナイトアウル-』(講談社 コミックDAYS)

### 鳩こんろ名義
成人向け
- 『女の子が落ちた先は、俺の息子の先っぽでした。』(ComicFesta)
- 『女子落ちっ！～2階からエロ娘が落ちてきて、オレのアレに!?～』(「女の子が落ちた先～」の単行本タイトル) (ブラスト出版)

一般向け
- 『スキだらけJKといちゃエロできちゃうアンソロジー2』 表紙 (一迅社)
- 『スキだらけJKといちゃエロできちゃうアンソロジー3』 寄稿 (一迅社)